# Parlament (együttes)
A Parlament egy tipikus  jugoszláv újhullámos zenekar volt a nyolcvanas évek elejéről. Zenéjüket a The Police féle ún. fehér-reggae ihlette, néha egy kis punkos behatással fűszerezve. Első lemezüket, az Imena i Legende-t (magyarul: Nevek és legendák) Milánóban vették fel 1980 elején. A lemez leginkább a Police Outlandos d'Amour albumához hasonlítható. Mára az Imena i Legende igazi kultikus album lett, mivel akkoriban alig nyomtak belőle 10.000 példányt. Az Imena i Legende, a Plava svjetla, a Soba 22, az Afere, a Ružni snovi vagy a Tako Sandi govori mind az album kiemelkedő dalai közé tartoznak. Némi kihagyás után, 1982-ben jelent meg második albumuk a Sve prise u zvjezdama. Azonban ez sem hozta meg a várva várt sikert, amihez az is hozzájárult, hogy a hagyományos new wave ekkoriban már haldoklófélben volt. A Parlament nem sokkal később fel is oszlott.

## Diszkográfia
- Imena I Legende LP 1980
- Sve prise u zvjezdama LP 1982